# Peau-rouge

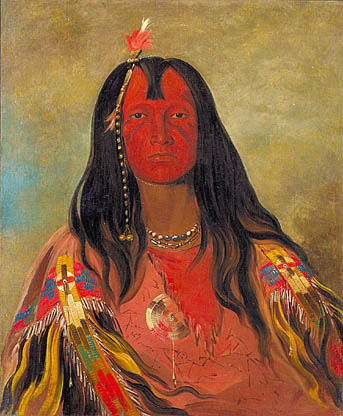
Portrait d'un Sioux à la peau colorée en rouge (H'co-a-h'co-a-h'cotes-min, George Catlin, 1832).

Peau-rouge est un terme désuet utilisé pour désigner les Amérindiens des États-Unis et les autochtones du Canada. L'« Indien Peau-Rouge » est une figure très présente dans l'imaginaire occidental tout au long des XIXe et XXe siècles.
L'origine du choix du qualificatif « rouge » pour décrire les Amérindiens apparait dès l'édition du Systema Naturae de 1740 par Carl von Linné, sous le terme latin Americanus rubescens : Américain rouge. Des termes apparentés étaient utilisés dans la littérature anthropologique dès le XVIIe siècle ; les étiquettes basées sur la couleur de la peau sont entrées dans le langage courant vers le milieu du XVIIIe siècle.
À l'instar de sa traduction anglaise « redskin », ce terme obsolète issu des classifications raciales en usage au XVIIIe siècle est aujourd'hui décrit comme offensif, dépréciatif, insultant et raciste.

## Origine
Dans son Systema naturae (1740) Carl von Linné fait déjà mention de la race « Americanus rubescens : Américain rouge ».
Des documents de la période coloniale indiquent que l'utilisation du terme « rouge » par les Autochtones d'Amérique pour se qualifier eux-mêmes émerge dans la région du sud-est de l'Amérique du Nord, avant d'être adoptée plus tard par les Européens et de devenir une étiquette générique, voire un profil racial, de tous les autochtones d'Amériques,.
Dans les régions du nord-est de l'Amérique, l'utilisation du terme « rouge » par les Européens pour décrire les autochtones semble avoir été limitée à des tribus telles que les Béothuks de Terre-Neuve, qui pratiquaient la peinture corporelle et de leurs biens avec de l'ocre rouge, conduisant les Européens à les désigner comme des « Indiens rouges ».
Bien que certaines tribus aient utilisé le qualificatif « rouge » pour se décrire elles-mêmes pendant l'ère précolombienne sur la base de leur histoire individuelle, la généralisation de l'usage du terme se serait faite en réponse à des rencontres avec des colons qui se disaient « blancs » pour se distinguer de leurs esclaves dit « noirs », bien que le rouge ne soit pas nécessairement lié à la couleur de peau, mais peut trouver son origine dans des associations culturelles.
Le terme « Peaux-rouges » est aussi parfois utilisé pour désigner les Indiens de l'Amérique du Sud.

## Dans la culture auxXIXeetXXesiècles

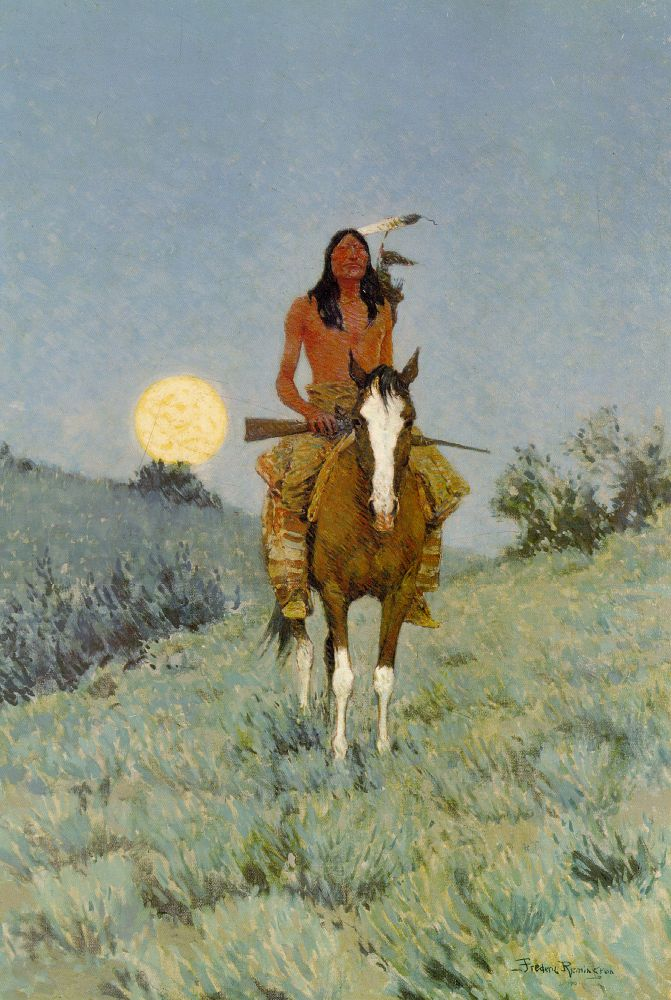
The Outlier (Frederic Remington, 1909).

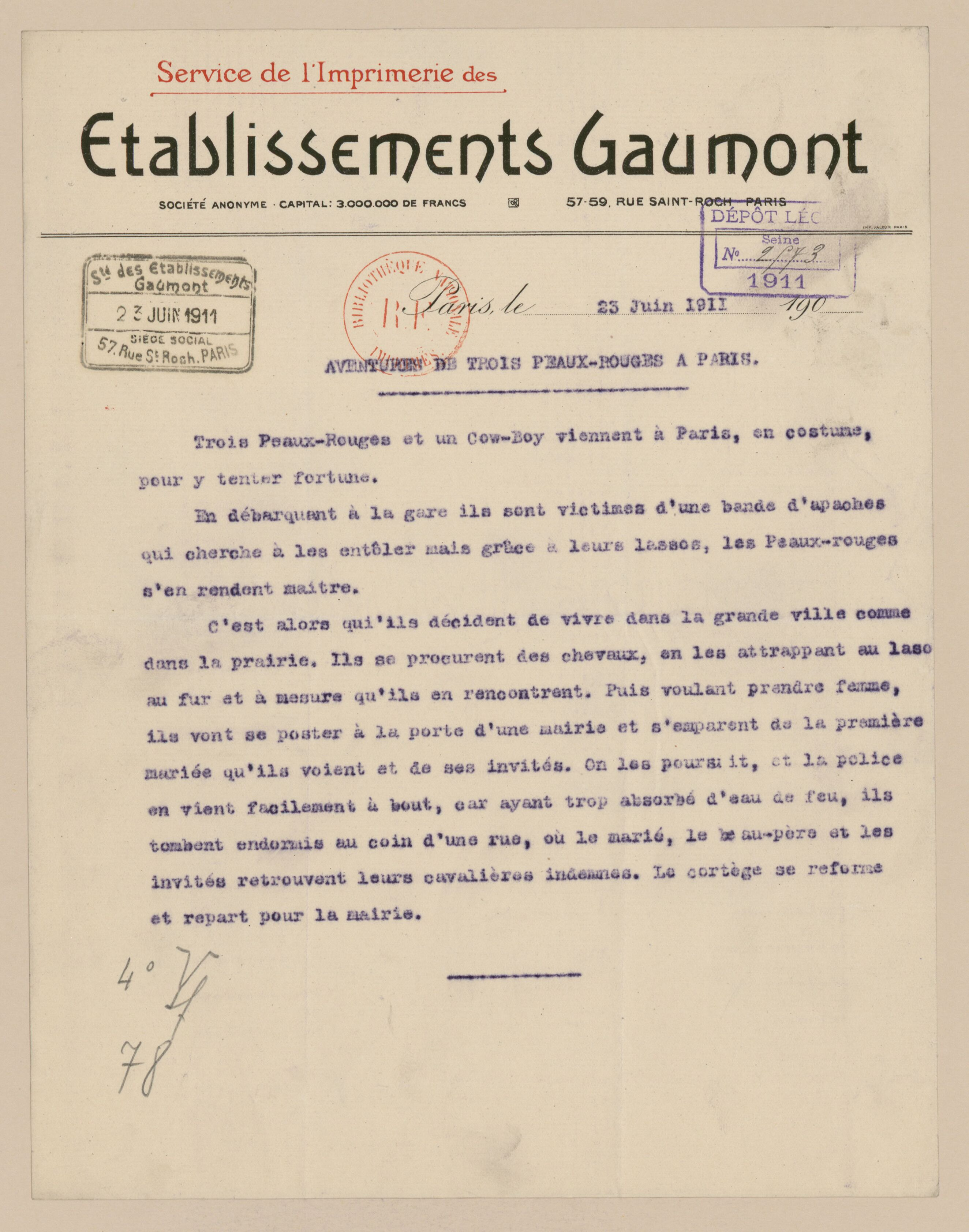
Scénario du film Les Aventures de trois Peaux-Rouges à Paris (Gaumont, 1911).

La figure de l'« Indien peau-rouge » a alimenté l'imaginaire occidental tout au long des XIXe et XXe siècles, en particulier dans la littérature de jeunesse et la bande dessinée, mais aussi au cinéma, dans l'art, et les loisirs. Les Indiens des Plaines, en particulier les Sioux, en sont le stéréotype.

« Le nom d'« Indiens Peaux-Rouges » nous rappelle surtout les vives émotions de notre enfance, alors que nous nous plongions avec délices dans la lecture des romans de Mayne-Reid ou de Fenimore Cooper. »

— de Saint-George, 1914.
Par contraste avec les autochtones à la peau colorée de rouge, les Blancs sont affublés du nom de « visages pâles », expression prétendument attribuée aux « Peaux-Rouges », notamment au cinéma,.

## Usage et acception

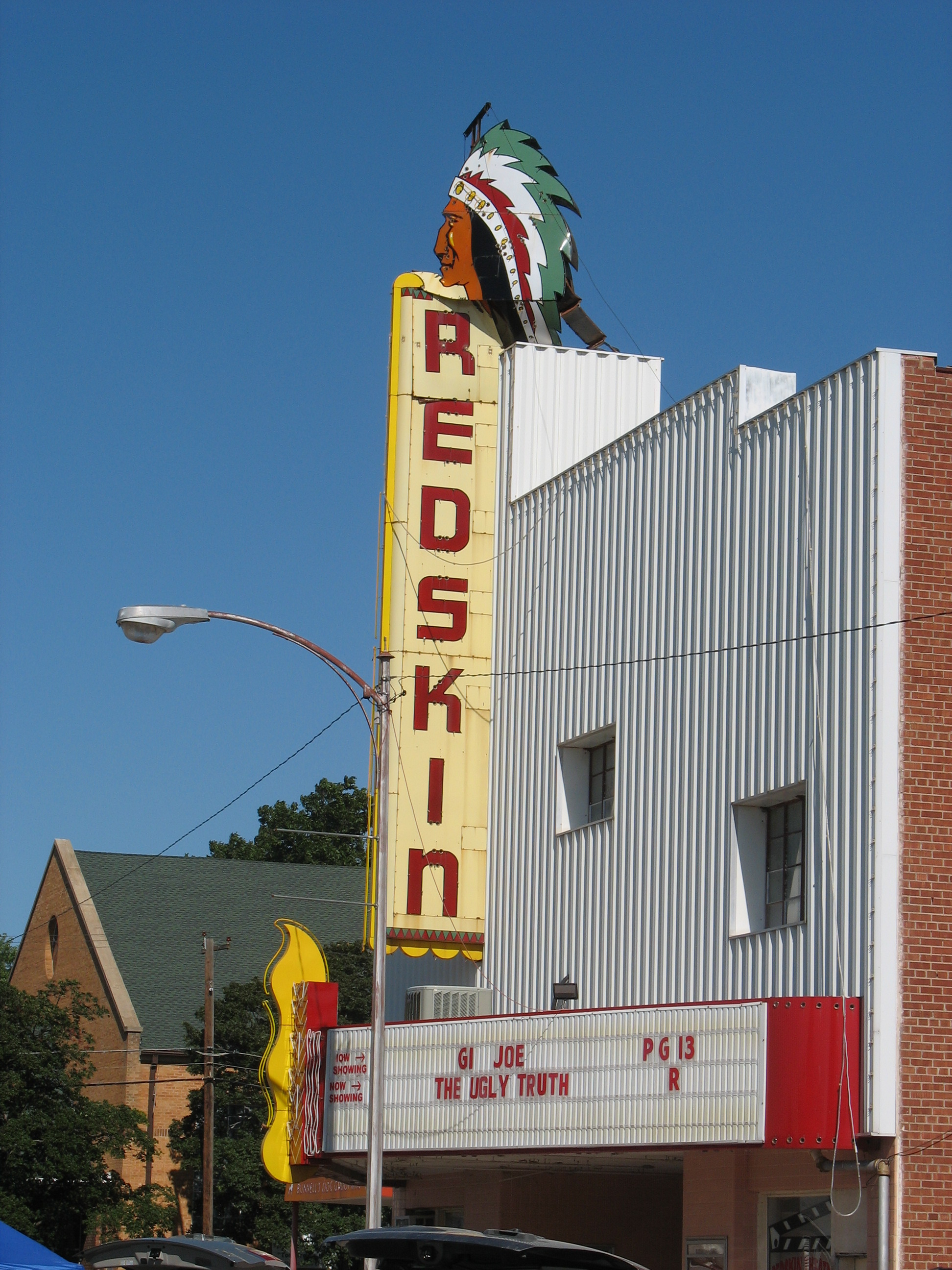
Le en à Anadarko (Oklahoma).

### En français
En 1951 déjà, le terme « Peaux-rouges »  est considéré comme « quelque peu périmé ». L'ouvrage de René Thévenin et Paul Coze, deux grands défenseurs des Amérindiens, publié en 1928 sous le titre Mœurs et histoire des Peaux-Rouges est réédité en 2004 sous le titre Mœurs et histoire des Indiens d'Amérique du Nord.
Cette expression obsolète est perçue au XXIe siècle au Canada comme péjorative,, voire comme une insulte.

### En anglais
La traduction anglaise « redskin », apparue vers 1769 et à l'origine anodine, mais devenue péjorative et argotique au fil du XIXe siècle, est jugée offensante pour les Autochtones à la fin du XXe siècle. Plus guère utilisé au XXIe siècle, « redskin » est considéré comme un terme raciste, comparable au terme « negro » quant à sa portée offensante. Ce terme subsiste toutefois notamment dans des dénominations de clubs sportifs et d'écoles, et les Autochtones ne le considèrent pas tous comme offensant ou injurieux. En 2020, l'équipe de football américain des « Redskins de Washington » a pourtant été contrainte d'abandonner ce nom à la suite d'une décision d'une cour fédérale américaine, pour être rebaptisée en 2021, les Commanders de Washington,.